# Emirati Arabi Uniti ai Giochi della XXIV Olimpiade
Gli Emirati Arabi Uniti parteciparono ai Giochi della XXIV Olimpiade, svoltisi a Seul, Corea del Sud, dal 17 settembre al 2 ottobre 1988, con una delegazione di 12 atleti impegnati in due discipline.